# Alyn Smith
Alyn Edward Smith (sinh ngày 15 tháng 9 năm 1973) là một chính khách người Scotland. Là thành viên Đảng Dân tộc Scotland (SNP), ông được bầu làm Nghị sĩ Quốc hội cho khu vực bầu cử Stirling tại cuộc tổng tuyển cử năm 2019.  Ông cũng là Nghị sĩ Nghị viện châu Âu (MEP) cho khu vực bầu cử Scotland từ năm 2004 đến năm 2019.

## Đầu đời và giáo dục
Smith sinh ra ở Glasgow vào ngày 15 tháng 9 năm 1973 với Jane và Edward Smith. Ông lớn lên giữa Scotland và Ả Rập Xê Út.
Sau khi trở lại Vương quốc Anh vào năm 1986, ông theo học luật và luật châu Âu tại Đại học Leeds và dành một năm theo học Chương trình Erasmus tại Đại học Heidelberg ở Đức. Năm 1996, ông tốt nghiệp Trường Luật Nottingham, Đại học Nottingham Trent, và lấy bằng thạc sĩ về nghiên cứu châu Âu tại Cao đẳng Châu Âu ở Natolin (khóa 1994–1995). Trong một năm, ông dạy tiếng Anh ở Ấn Độ và làm việc với Scotland Europa ở Brussels.
Smith sau đó chuyển đến London, nơi ông đủ tiêu chuẩn làm luật sư của công ty luật thương mại Clifford Chance.

## Đời tư
Smith công khai là người đồng tính.